# ВК „Източно Средиземноморие“
Военното командванне „Източно Средиземноморие“ е свързочен щаб, който осигурява телекомуникациите на гръцките ВМС в района на източната част на Средиземно море и Морското командване за Средиземно море на НАТО – (COMNAVSOUTH).

## Организация
Организационно ВК „Източно Средиземноморие“ се състои от:
- Централен щаб – Първоначално ВК „Източно Средиземноморие“ е създадено с идеята да бъде Изнесен команден пункт на Главния щаб на ВМС, но по-късно е преструктурирано за целите на НАТО. В района на щаба са изградени няколко сгради, имащи възможности да устоят на ядрен удар. Строителството започва в началото на 1950 г. и е завършено през 1972 г. След 1984 г. са построени още няколко сгради. Обща площ – 11 052 м2. В сграда D е изграден модерен команден пункт снабден с автоматизирана система за управление, контрол и разузнаване (Maritime Command Control Information System – MCCIS). Освен нея в района са развърнати – система за щабна поддръжка и управление, система за ПВО, система за ЯБХЗ
- Свързочен възел „Спата“ – Осигурява телекомуникациите на ВМС в HF диапазона.
- Свързочен възел „Като Сули“ – Осигурява телекомуникациите на ВМС с подводните лодки.
- Свързочен възел „Егина“ – Осигурява телекомуникациите на ВМС в VHF диапазона.
- Център за ретранслация „Парнитас“ – Осигурява ретранслирането на сигнали между централния щаб на командването и подчинените му подразделения.
- Център за ретранслация „Агиос Йоанис“ – Осигурява ретранслирането на сигнали между централния щаб на командването и Център за ретранслация „Парнитас“.